# USS S-44 (SS-155)
USS S-44 (SS-155) – amerykański okręt podwodny typu S-42 zwodowany 27 października 1923 roku w stoczni Bethlehem Shipbuilding, przyjęty do służby w marynarce amerykańskiej 16 lutego 1925 roku. Podczas drugiej wojny światowej S-44 przeprowadził pięć patroli, podczas których zdołał zatopić trzy jednostki japońskie o łącznej pojemności 17 070 ton, w tym ciężki krążownik „Kako” typu Furutaka. Udział okrętu w działaniach podwodnych podczas wojny na Pacyfiku został zakończony atakiem japońskiego okrętu eskortowego „Ishigaki”, który 7 października 1943 roku atakiem artyleryjskim zatopił amerykańską jednostkę na Morzu Ochockim.